# Cercyon miniusculus
Cercyon miniusculus är en skalbaggsart som beskrevs av Melsheimer 1846. Cercyon miniusculus ingår i släktet Cercyon och familjen palpbaggar. Inga underarter finns listade i Catalogue of Life.